# Sophronica laterifuscipennis
Sophronica laterifuscipennis är en skalbaggsart som beskrevs av Stefan von Breuning 1959. Sophronica laterifuscipennis ingår i släktet Sophronica och familjen långhorningar. Inga underarter finns listade i Catalogue of Life.